# Нефролитиаза
Нефролитиазата (на латински: Nephrolithiasis, наричана също бъбречнокаменна болест или камъни в бъбреците) е заболяване на бъбреците, при което в меките части на тези органи – чашки, канали – се образуват твърди материални субстанции – от песъчинки до камъни с размер от няколко сантиметра, които обикновено пречат на правилното функциониране.

## Патогенеза
Произходът на заболяването не е напълно изяснен, но специалистите са единодушни, че става дума за нарушена или неправилна обмяна на веществата. Тя може да е вътрешна – свързана с особеностите на индивидуалния организъм, както и външна – определена от режима на хранене. Кристалите, образуващи бъбречните песъчинки или камъни, според химическия си състав се делят основно на оксалатни, фосфатни и уратни, като е възможно организмът да образува повече от един вид кристали.
Нефролитиазата е най-често срещаното бъбречно заболяване. В същинския смисъл за бъбречнокаменна болест може да се говори тогава, когато заболяването се превърне в хронично, т.е. когато песъчинките и наслагващите се от тях „камъни“ се образуват редовно.

## Симптоми
Симптомите на нефролитиазата са остри колики, повръщане, цялостна отпадналост, кръв в урината, като те се проявяват в крайния стадий на заболяването, при т.нар. бъбречни кризи, когато организмът отделя натрупаните в него кристали.

## Превенция
Основната превенция се свежда до правилна диета, в зависимост от типа кристали, които се образуват в урината на човека.

## Лечение
Лечението е медикаментозно, в острите случаи се прибягва до хирургическа намеса за отстраняване на бъбречните камъни, литотрипсия (разбиване на камъните) и поставяне на уретрален стент.